# Burien
Burien ist eine Stadt in King County, Washington, Vereinigte Staaten. Bei der Volkszählung 2020 hatte sie 52.066 Einwohner. Die Stadt wurde im Jahr 1880 von dem deutschen Gottlieb Von Boorian gegründet.

## Geschichte
Die Besiedlung im Gebiet von Burien geht auf etwa 1870 zurück, als Mike Kelly von Seattle die Hügel hinaufwanderte. Wo er unter den Bäumen hervorkam, rief er der Überlieferung nach aus, „This is truly a sunny dale.“ (deutsch etwa: Das ist aber wirklich ein sonniger Fleck.) Nach dem Heimstättengesetz erwarb er 160 Acre Land und errichtete darauf ein Haus und seine Farm.
Zehn Jahre später traf der deutsche Auswanderer Gottlieb von Boorian in Sunnydale ein. Zu jenem Zeitpunkt bestand die Siedlung aus einigen kleineren Häusern und es gab nur Fußwege, keine Straßen oder öffentliche Gebäude. Von Boorian ließ sich an der südöstlichen Ecke des Lake Burien nieder und machte die Gemeinde zu der Stadt, die heute seinen Namen trägt, der gleichwohl im Laufe der Jahre falsch geschrieben wurde. Ein Landerschließungsbüro wurde eingerichtet und mehr Siedler kamen hierher.
Zu Beginn des 20. Jahrhunderts entdeckten die Bürger von Seattle Three Tree Point als Ausflugsziel. 1915 wurde eine Eisenbahnverbindung in Betrieb genommen. Diese führte etwa da, wo sich heute der Ambaum Boulevard befindet, von Burien über White Center nach Seattle. Die Bahn wurde von den Bewohnern The Toonerville Trolley genannt. Sie wurde jedoch nach einigen Jahren wieder abgebaut.
Die Highline Times wurde 1945 gegründet und ist heute eine wöchentlich erscheinende lokale Zeitung, die hauptsächlich an Abonnenten vertrieben wird.
Burien blieb bis zum 28. Februar 1993 eine nichtstatuierte Gemeinde. Ende 2004 erwog die Stadt, North Highline mit White Center und Boulevard Park anzugliedern, wodurch sich die Fläche der Stadt verdoppelt hätte. Viele Bürger wendeten sich jedoch gegen diesen Plan.

## Geographie
Buriens geographische Koordinaten sind 47° 28′ N, 122° 21′ W. Der Ort liegt südlich von Seattle.
Nach den Angaben des United States Census Bureaus hat die Stadt eine Fläche von 34,2 km², wovon 19,3 km² auf Land und 14,9 km² (= 43,8 %) auf Gewässer entfallen.

## Demographie
Zum Zeitpunkt des United States Census 2000 bewohnten Burien 31.881 Personen. Die Bevölkerungsdichte betrug 1654,5 Personen pro km². Es gab 13.898 Wohneinheiten, durchschnittlich 721,2 pro km². Die Bevölkerung bestand zu 75,74 % aus Weißen, 5,14 % Schwarzen oder African American, 1,29 % Native American, 7,00 % Asian, 1,16 % Pacific Islander, 5,4 % gaben an, anderen Rassen anzugehören und 4,28 % nannten zwei oder mehr Rassen. 10,66 % der Bevölkerung erklärten, Hispanos oder Latinos jeglicher Rasse zu sein.
Die Bewohner Buriens verteilten sich auf 13.399 Haushalte, von denen in 27,1 % Kinder unter 18 Jahren lebten. 43,5 % der Haushalte stellten Verheiratete, 11,6 % hatten einen weiblichen Haushaltsvorstand ohne Ehemann und 39,8 % bildeten keine Familien. 32,4 % der Haushalte bestanden aus Einzelpersonen und in 10,5 % aller Haushalte lebte jemand im Alter von 65 Jahren oder mehr alleine. Die durchschnittliche Haushaltsgröße betrug 2,36 und die durchschnittliche Familiengröße 2,98 Personen.
Die Stadtbevölkerung verteilte sich auf 22,8 % Minderjährige, 8,0 % 18–24-Jährige, 30,8 % 25–44-Jährige, 24,7 % 45–64-Jährige und 13,8 % im Alter von 65 Jahren oder mehr. Das Durchschnittsalter betrug 38 Jahre. Auf jeweils 100 Frauen entfielen 96,5 Männer. Bei den über 18-Jährigen entfielen auf 100 Frauen 94,7 Männer.
Das mittlere Haushaltseinkommen in Burien betrug 41.577 US-Dollar und das mittlere Familieneinkommen erreichte die Höhe von 53.814 US-Dollar. Das Durchschnittseinkommen der Männer betrug 29.694 US-Dollar, gegenüber 23.737 US-Dollar bei den Frauen. Das Pro-Kopf-Einkommen in Burien war 23.737 US-Dollar. 9,4 % der Bevölkerung und 6,9 % der Familien hatten ein Einkommen unterhalb der Armutsgrenze, davon waren 13,1 % der Minderjährigen und 6,1 % der Altersgruppe 65 Jahre und mehr betroffen.

## Söhne und Töchter der Stadt
- John Requa (* 1967), Drehbuchautor[3]
- Dave Upthegrove (* 1971), Politiker[4]
- Kristina McMorris (* 1974), Schriftstellerin[5]
- Jill Kintner (* 1981), Radrennfahrerin
- Cris Lewis (* 1988), Fußballtorhüterin
- Cole Madison (* 1994), American-Football-Spieler[6]
- Danny Robles (* 2002), Fußballspieler[7]